# Mateusz Matyszkowicz
Mateusz Piotr Matyszkowicz (ur. 1 stycznia 1981 w Żywcu) – polski filozof i publicysta, redaktor naczelny kwartalnika „Fronda Lux”, w latach 2016–2017 dyrektor TVP Kultura, w latach 2017–2018 dyrektor TVP1. W latach 2019–2022 członek zarządu, a następnie do 2023 prezes TVP.

## Życiorys
Absolwent I Liceum Ogólnokształcącego im. Mikołaja Kopernika w Żywcu, laureat (1. miejsce) olimpiady filozoficznej (2000). Ukończył studia z zakresu filozofii na Uniwersytecie Jagiellońskim, studiował także teologię.
W 2007 był doradcą ministra edukacji narodowej Ryszarda Legutki. Został redaktorem „Teologii Politycznej” i kwartalnika „Fronda Lux”, obejmując w 2013 funkcję jego redaktora naczelnego. W tym czasie prowadził również audycję „Fronda Wnet” w Radiu Wnet. W latach 2013–2016 był prowadzącym magazyn literacki „Literatura na trzeźwo” w Telewizji Republika.
W styczniu 2016 został dyrektorem TVP Kultura, gdzie prowadzi program „Chuligan literacki”. W listopadzie 2016 został prowadzącym audycji „Chuligan literacki” w Programie III Polskiego Radia. W czerwcu 2017 objął stanowisko dyrektora TVP1, trzy miesiące później rezygnując z kierowania stacją TVP Kultura. Funkcję dyrektora TVP1 sprawował do 1 marca 2018. 1 marca 2018 został wicedyrektorem ds. repertuaru Biura Programowego TVP. 25 kwietnia 2019 został członkiem zarządu TVP.
W listopadzie 2017 został członkiem Rady Polskiego Instytutu Sztuki Filmowej. W lutym 2018 został przewodniczącym zespołu ds. dobrego imienia i historii Polski przy TVP.
5 września 2022 został prezesem TVP, zastąpił na tym stanowisku Jacka Kurskiego. 19 grudnia 2023 Matyszkowicz został odwołany z funkcji prezesa TVP przez ministra kultury Bartłomieja Sienkiewicza. Jego funkcję przejął Tomasz Sygut. Sposób jego odwołania z funkcji prezesa TVP doprowadził do sporu o media publiczne w Polsce.
Jest członkiem jury Nagrody Literackiej im. Marka Nowakowskiego.
Autor publikacji pt. Śmierć rycerza na uniwersytecie, wydanej w ramach serii Życie Codzienne Idei (Warszawa 2010). Napisał wstęp do polskiego wydania książki pt. Arystoteles autorstwa Erica Voegelina (Warszawa 2011). Przetłumaczył i opatrzył komentarzem dzieło Tomasza z Akwinu pt. O królowaniu (Kraków 2006).
W 2024 r., za zasługi w pielęgnowaniu pamięci oraz dokumentowaniu prawdy o Polakach ratujących Żydów podczas II wojny światowej, otrzymał Złoty Krzyż Zasługi, w 2017 otrzymał Brązowy Krzyż Zasługi.

### Życie prywatne
Ojciec czwórki dzieci, które kształci w ramach edukacji domowej.